# Margot Becke-Goehring
Margot Becke-Goehring geborene Goehring (* 10. Juni 1914 in Allenstein, Ostpreußen; † 14. November 2009 in Heidelberg) war eine deutsche Chemikerin und die erste Rektorin an einer westdeutschen Hochschule.

## Leben
Margot Goehring wurde als Tochter von Martha, geborene Schramm, und Albert Goehring geboren. Der Vater war Berufsoffizier, der nach dem Ersten Weltkrieg im Versorgungswerk Gera arbeitete. Margot war evangelisch, machte 1933 Abitur in Erfurt und studierte gegen den Wunsch ihres Vaters, der ein Chemiestudium als körperlich zu hart für eine Frau ansah, in Halle und München Chemie. Ihr Chemie-Diplom erhielt sie 1936. 1938 wurde sie als akademische Schülerin von Hellmuth Stamm zum Dr. sc. nat. promoviert. Begünstigt durch den Männermangel während des Zweiten Weltkriegs konnte sie, angeregt durch den späteren Nobelpreisträger Karl Ziegler, ihre Forschungsergebnisse 1944 rasch zu einer Habilitation ausbauen. 1944 nahm sie ihre Lehrtätigkeit an der Universität Halle auf.
Nach dem Zweiten Weltkrieg wurde sie kurzfristig von den US-amerikanischen Besatzungstruppen interniert. Ihre Beschäftigung mit Deuteriumoxid ließ die Besatzungsmacht fälschlicherweise an eine Beteiligung am deutschen Atomprogramm glauben. 1946 wurde sie Dozentin an der Universität Heidelberg und 1947 außerordentliche Professorin für anorganische Chemie. 1955 lernte sie ihren späteren Mann, den promovierten Industriechemiker Friedrich Becke kennen, der am 23. Oktober 1972 starb. 1959 wurde Margot Becke-Goehring ordentliche Professorin und 1961 Dekanin der naturwissenschaftlichen Fakultät. Im selben Jahr erhielt sie den Alfred-Stock-Gedächtnispreis.
Im Jahr 1966 übernahm sie das Rektorat der Ruprecht-Karls-Universität Heidelberg und war damit die erste Rektorin einer westdeutschen Hochschule. 1968 gab sie freiwillig ihr Amt ab und wurde 1969 Direktorin des Gmelin-Instituts für Anorganische Chemie und Grenzgebiete der Max-Planck-Gesellschaft in Frankfurt. In den folgenden Jahren widmete sie sich der Aktualisierung des Gmelin-Handbuchs, in dem der gesamte Wissensstand der anorganischen Chemie gesammelt wurde. 1979 ging sie in den Ruhestand und wurde emeritiert, publizierte aber als wissenschaftliches Mitglied des Gmelin-Instituts bis zuletzt wissenschaftshistorische Arbeiten. Seit 1969 war sie gewähltes Mitglied der Akademie Leopoldina, seit 1974 Mitglied des Aufsichtsrats der Bayer AG, seit 1977 ordentliches Mitglied der Heidelberger Akademie der Wissenschaften. Sie erhielt zudem die Gmelin-Beilstein-Medaille und die Ehrendoktorwürde als Dr. rer. nat.
Zu Becke-Goehrings Doktoranden gehört Ekkehard Fluck, der ihr Nachfolger am Gmelin-Institut war und mit dem sie 1961 ein Buch über quantitative Analyse veröffentlichte.

## Schriften (Auswahl)
- Die Kinetik der Dithionsäure. Dissertation 1938.
- Über die Sulfoxylsäure. Habilitationsschrift 1944.
- Theoretische Grundlagen der quantitativen Analyse. 1960; 6. Auflage, mit Ekkehard Fluck, 1969
- Kurze Anleitung zur qualitativen Analyse. 1961.
- mit Ekkehard Fluck: Einführung in die Theorie der quantitativen Analyse. 1961; 6. Auflage: Steinkopff, Darmstadt 1980.
- Praktikum der qualitativen Analyse. 1967.
- mit S. Pantel: Sechs- und achtgliedrige Ringsysteme in der Phosphor-Stickstoff-Chemie. 1969.
- Komplexchemie. 1970.
- mit Dorothee Mussgnug: Erinnerungen – fast vom Winde verweht. Universität Heidelberg zwischen 1933 und 1968. Verlag Dieter Winkler, Bochum 2005.